# Александровский, Александр Леонтьевич
Алекса́ндр Лео́нтьевич Александро́вский (род. 15 июля 1944, Москва) — советский и российский географ, почвовед-геохимик. Доктор географических наук (2002). Специалист в области эволюции почв, палеопочвоведения, палеогеографии, археологического почвоведения, геоархеологии, исторической географии, антропохимии.
Ведущий научный сотрудник лаборатории географии и эволюции почв Института географии РАН и сектора картографии и ГИС Российского научно-исследовательского института культурного и природного наследия имени Д. С. Лихачёва (Института Наследия).

## Биография
В 1967 году окончил географический факультет Московского государственного университета имени М. В. Ломоносова по специальности физико-географ, почвовед-геохимик. В 1972 году защитил диссертацию на соискание учёной степени кандидата географических наук по теме «Голоценовые погребенные почвы северной половины Русской равнины» под руководством академика К. К. Маркова (1905—1980).
С 1973 года работает в Институте географии АН СССР, позже — Институте географии РАН. Ведущий научный сотрудник лаборатории географии и эволюции почв.
Начальник Почвенно-голоценового отряда с 1975 по 1991 год. В составе отряда до 10 человек провёл 16 экспедиций продолжительностью до 3 месяцев по средней полосе и югу Русской равнины, Северному Кавказу и Закавказью. 
Участвовал в полевых экспедициях также: в Прикарпатье, на Урале, в Болгарии, Турции.
С 2002 года также ведущий научный сотрудник сектора национального атласа культурного и природного наследия России Российского научно-исследовательского института культурного и природного наследия имени Д. С. Лихачёва (Института Наследия).
В 2002 году защитил докторскую диссертацию на тему «Развитие почв Восточной Европы в голоцене».

## Научная деятельность
Основные направления исследований: эволюция почв и природной среды в голоцене, археологическое почвоведение, геоархеология, историческая география, антропохимия.
В последнее время работает по темам: почвы и культурный слой древних городов; эволюция почв, ландшафтов и поселения древнего человека в лесостепных регионах, в том числе, речных поймах (средняя полоса России, Нижний Дон, Кавказ).
В исследованиях использует следующие методики: анализ почвенного профиля и почвенного покрова, почвенные хроноряды, радиоуглеродный, палеоботанический, геохимический, антропохимический, историко-картографический и др.

## Преподавательская деятельность и деятельность в сфере образования
В течение одного семестра читал лекции по археологическому почвоведению в Московском педагогическом институте. Вёл курсы лекций по эволюции почв и археологическому почвоведению в Белгородском и Томском университетах.
Руководил аспирантами, один из которых, А. В. Долгих, в 2010 году защитил кандидатскую диссертацию.

### Монографии
- Александровский А. Л. Эволюция почв Восточно-Европейской равнины в голоцене. — М.: Наука, 1983. — 150 с.
- Александровская Е. И., Александровский А. Л. Историко-географическая антропохимия. — М.: НИА-Природа, 2003. — 210 с.
- Александровский А. Л., Александровская Е. И. Эволюция почв и географическая среда. — М.: Наука, 2005. — 224 с. — 400 экз. — ISBN 5-02-033947-4. (в пер.)
- Гоняный М. И., Александровский А. Л., Гласко М. П. Северная лесостепь бассейна Верхнего Дона времени Куликовской битвы / Отв. ред.: д-р геогр. наук Д. А. Тимофеев, канд. ист. наук А. К. Зайцев; Государственный Исторический музей, Институт географии РАН, Гос. военно-исторический и природный музей-заповедник «Куликово поле». — М.: Изд. ГИМ, 2007. — 208 с. — ISBN 5-89076-143-9. (в пер.)
- Окороков А. В., Егоров Ю. О., Александровский А. Л. Поиски античной Корокондамы — М.: Институт Наследия, 2021. — 558 с.
- Парамонова А.А., Александровский А.Л. Историко-картографический анализ французского плана Бородинского поля 1812 года (План Пресса, Шеврие и Реньо) / А.А. Парамонова, А.Л. Александровский. М.: Институт Наследия, 2022. — 100 с

### Учебные пособия
- Александровская Е. И., Александровский А. Л. Антропохимия. Учебное пособие. — М.: Класс-М, 2007. — 246 с.

### Диссертация
- Александровский А. Л. Развитие почв Восточной Европы в голоцене: Автореф. дис. … докт. геогр. наук. М.: Ин-т географии РАН, 2002. 48 с.

### Статьи
Более 250 статей, основные из них следующие:
- Александровский А.Л. Эволюция черноземов среднего течения р. Дон в голоцене. Почвоведение, 1984, № 11. С. 5-13. Alexandrovskiy A.L., 1984. Evolution of chernozems in the middle course of the Don during the holocene. Soviet Soil Sci., t. 16, N 6: 1-10.
- Александровский А. Л. Палеопочвенные исследования на Куликовом поле // Куликово поле: Материалы и исследовании / Отв. ред. А. К. Зайцев. — М., 1990.
- Alexandrovskiy A.L. Chichagova O.A. Radiocarbon Age of East European Forest-Steppe Holocene Paleosols. Catena, 1998, v. 34, no.1-2, pp. 197-207.
- Alexandrovskiy A.L. Holocene development of soils in response to environmental changes: the Novosvobodnaya archaeological site, North Caucasus. Catena, 2000, 41(1-3): 237-248
- Alexandrovskaya E.I., Alexandrovskiy A.L. History of the cultural layer in Moscow and accumulation of anthropogenic substances in it. Catena, 2000, 41(1-3): 249-259.
- Александровский А.Л. Этапы и скорость развития почв в поймах рек центра Русской равнины – Почвоведение, 2004, №11. С. 1285-1295. Aleksandrovskii A.L. Phases and Rates of Soil Evolution within River Floodplains in the center of the Russian Plain // Eurasian Soil Science. 2004. Т. 37. № 11: 1137-1146.
- Александровский А.Л. Пирогенное карбонатообразование: результаты почвенно-археологических исследований // Почвоведение, 2007. № 5. С. 517-524. Aleksandrovskii A.L. Pyrogenic origin of carbonates: evidence from pedoarchaeological investigations. Eurasian Soil Science. 2007. Т. 40. № 5. С. 471-477.
- Alexandrovskiy A.L. Rates of soil-forming processes in three main models of pedogenesis // Revista Mexicana de Ciencias Geologicas, V 24, num. 2, 2007, p. 283-292.
- Долгих А.В. Александровский А.Л. Почвы и культурный слой Великого Новгорода // Почвоведение. 2010. № 4. С. 515-526. Dolgikh A.V., Alexandrovskiy A.L. 2010. Soils and cultural layers in Velikii Novgorod // Eurasian Soil Science, vol. 43, No.5, pp. 477-487.
- Alexandrovskiy A.L., Sedov S.N., Shishkov V.A. 2014. The development of deep soil processes in ancient kurgans of the North Caucasus. Catena, 2014, vol. 112. 65-71
- Горская Е. А., Гласко М. П., Александровский А. Л. Изменения почв и рельефа поймы верховьев Дона в районе поселений XVI-XVII вв. // Известия Российской академии наук. Серия географическая. 2016. № 6. С. 67-81.
- Ershova E G, Alexandrovskiy A L, Krenke N A., Korkishko D.V. 2016. New pollen data from paleosols in the Moskva River floodplain (Nikolina Gora): Natural and anthropogenic environmental changes during the Holocene. Quaternary International, 2016, 420: 294-305.
- Седов С.Н., Александровский А.Л., Бенц М., Балабина В.И., Мишина Т.Н., В.А. Шишков, Ф. Сахин, В. Озкая Антропогенные отложения и почвы теллей Анатолии и Балкан: состав, генезис, связь с историей ландшафта и заселения. Почвоведение, 2017. №4. С. 387-400. Sedov S.N., A. L. Aleksandrovskii, M. Benz, V. I. Balabina, T. N. Mishina, V. A. Shishkov, F. Şahin, and V. Özkaya Anthropogenic Sediments and Soils of Tells of the Balkans and Anatolia: Composition, Genesis, and Relationships with the History of Landscape and Human Occupation. Eurasian Soil Science, 2017, Vol. 50, No. 4, pp. 373–386
- Александровский А.Л., Ершова Е.Г., Пономаренко Е.В., Кренке Н.А., Скрипкин В.В. Природно-антропогенные факторы развития почв и природной среды в пойме Москвы-реки в голоцене: почвенные, пыльцевые и антракологические маркеры. Почвоведение, 2018, № 6. С. 659-673. Aleksandrovskii A. L., E. G. Ershova, E. V. Ponomarenko, N. A. Krenke, and V. V. Skripkin Natural and Anthropogenic Changes in the Soils and Environment of the Moskva River Floodplain in the Holocene: Pedogenic, Palynological, and Anthracological Evidences. Eurasian Soil Science, 2018, Vol. 51, No. 6, pp. 613–627.
- Александровский А. Л., Балабина В. И., Мишина Т. Н., Седов С. Н. Почвенно-седиментационная запись эволюции природной среды голоцена, телль Юнаците, Болгария // Почвоведение, 2020, № 1. C. 3-18. Alexandrovskiy A.L., Balabina V.I., Mishina T.N., and Sedov S.N. 2020. Soil-Sedimentation Record of the Natural Environment Evolution during the Holocene: Tell Yunatsite, Bulgaria. Eurasian Soil Science 53(1):3-18.
- Александровский А.Л., Чендев Ю.Г., Юртаев А. А. Почвы со вторым гумусовым горизонтом и палеочерноземы как свидетельства эволюции педогенеза в голоцене на периферии лесной зоны и в лесостепи (обзор) // Почвоведение, 2022. №2. С. 147-167. Alexandrovski A.L., Yu.G. Chendev, and A.A. Yurtaev. Soils with the Second Humus Horizon, Paleochernozems, and the History of Pedogenesis at the Border between Forest and Steppe Areas. Eurasian Soil Science, 2022, Vol. 55, No. 2, pp. 127–146.
- Solomina O.N., A.L. Alexandrovskiy, E.P. Zazovskaya, E.A. Konstantinov, V.A. Shishkov, T.M. Kuderina, I.S. Bushueva. Late-Holocene advances of the Greater Azau Glacier (Elbrus area, Northern Caucasus) revealed by 14C dating of paleosols. The Holocene 2022. Vol. 32(5) 468-481.

#### Ежегодник «Археологические открытия»
- Фоломеев Б. А., Александровский А. Л., Мошинский А. П., Гоняный М. И., Гласко М. П. Археолого-географические исследования на Куликовом поле // Археологические открытия 1982 года. — М.: Наука, 1984. — 528 с. — С. 94.